# Station Aalten
Station Aalten (afkorting: Atn) is een Nederlands spoorwegstation, van het type GOLS groot, in de Gelderse plaats Aalten aan de spoorlijn Winterswijk - Zevenaar. Het station werd geopend op 15 juli 1885.

## Treinen
De volgende treinen stoppen bij station Aalten:
| Serie       | Treinsoort         | Route                                                         | Bijzonderheden |
| ----------- | ------------------ | ------------------------------------------------------------- | --- |
| 30900 RS 32 | Stoptrein (Arriva) | Arnhem Centraal – Doetinchem – Terborg – Aalten – Winterswijk | Rijdt op zondag ochtend slechts 1x per uur richting Winterswijk. Vormt dan tussen Arnhem en Terborg een 30 minuten dienst met 36900. Op zondag ochtend begint de rit richting Arnhem 1x per uur in Winterswijk en 1x per uur in Terborg. Verzorgt samen met Hermes (die onder de naam brengdirect rijdt) doordeweeks tot 20:00 uur een kwartierdienst tussen Arnhem en Doetinchem. |

Met de bus naar Bocholt (D) kan aansluiting op het Duitse spoornet worden verkregen.

## Bussen

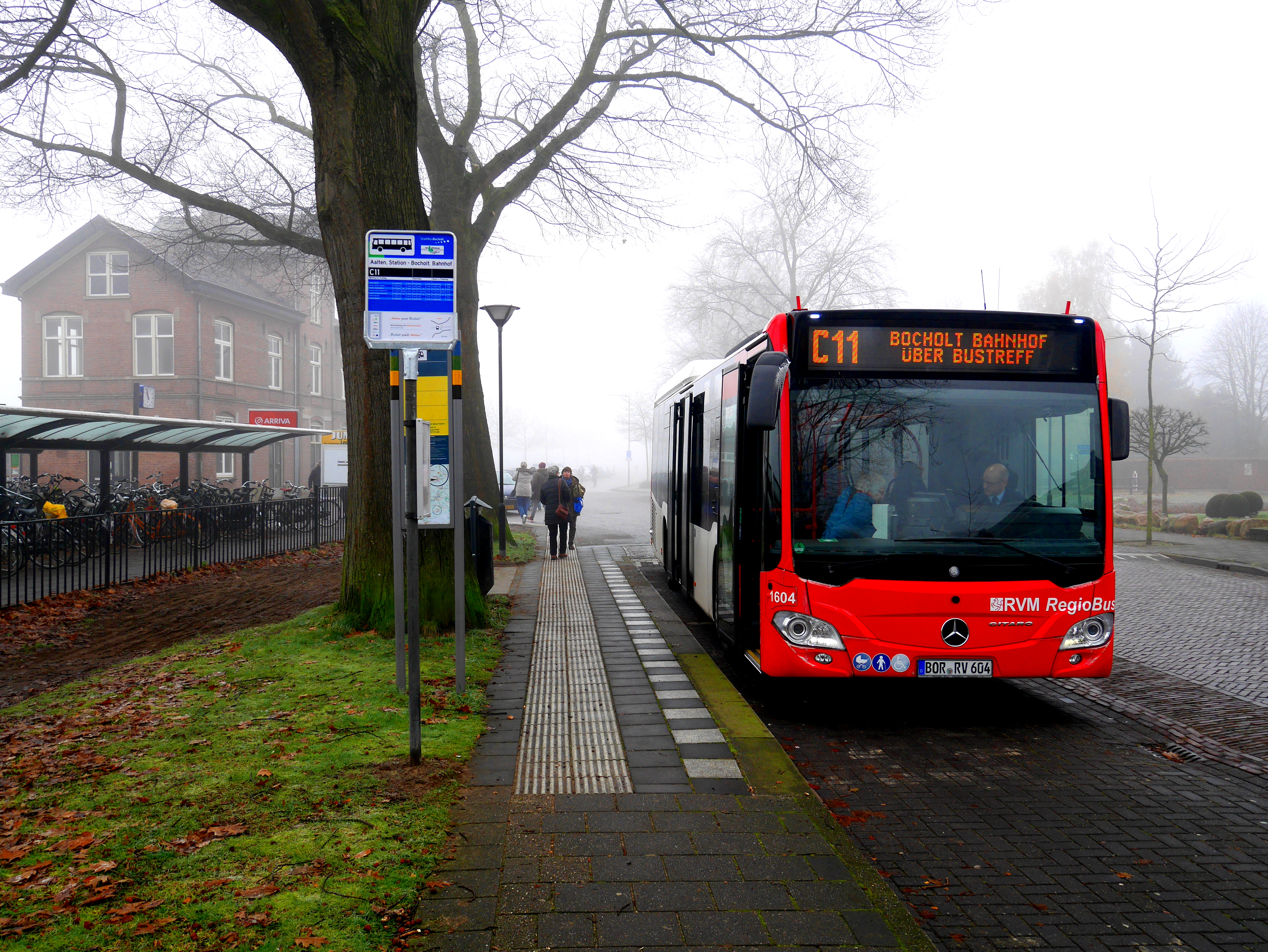
Bus C11 naar station Bocholt (D) bij station Aalten (tussen 30 april 2018 en 18 augustus 2021 werd de lijn tijdelijk opgeheven).

De volgende buslijnen stoppen bij station Aalten:
| Lijn                     | Vervoerder       | Route                              | Via                                  | Opmerkingen                                                              |
| ------------------------ | ---------------- | ---------------------------------- | ------------------------------------ | ------------------------------------------------------------------------ |
| Buurtbussen              |                  |                                    |                                      |                                                                          |
| 191                      | Arriva           | Station Aalten – Ruurlo, Bundeling | Lichtenvoorde, Zieuwent, Mariënvelde | Rijdt 's avonds en in het weekend als belbus.                            |
| 194                      | Arriva           | Station Aalten – Zelhem, Markt     | Dinxperlo, Breedenbroek, Varsseveld  | Rijdt 's avonds en in het weekend als belbus.                            |
| Grensoverschrijdende bus |                  |                                    |                                      |                                                                          |
| C11                      | Stadtbus Bocholt | Station Aalten – Bocholt, Bahnhof  | Bocholt Bustreff                     | Rijdt niet 's avonds en op zondag. Alleen Duitse vervoerbewijzen geldig. |

## Geschiedenis
De bouw begon in 1884 in opdracht van de Geldersch-Overijsselsche Lokaalspoorweg-Maatschappij. In 1919 werd het gebouw verbouwd, de linkervleugel werd verdubbeld en tegen het rechterdeel een lage vleugel geplaatst en middendeel kreeg een verdieping. Sindsdien is het gebouw ongewijzigd gebleven.
Na 2006 kwam het gebouw in particuliere handen; het werd door NS middels een veiling bij openbare inschrijving verkocht. Het stationsgebouw is aangewezen als gemeentelijk monument.

## Afbeeldingen

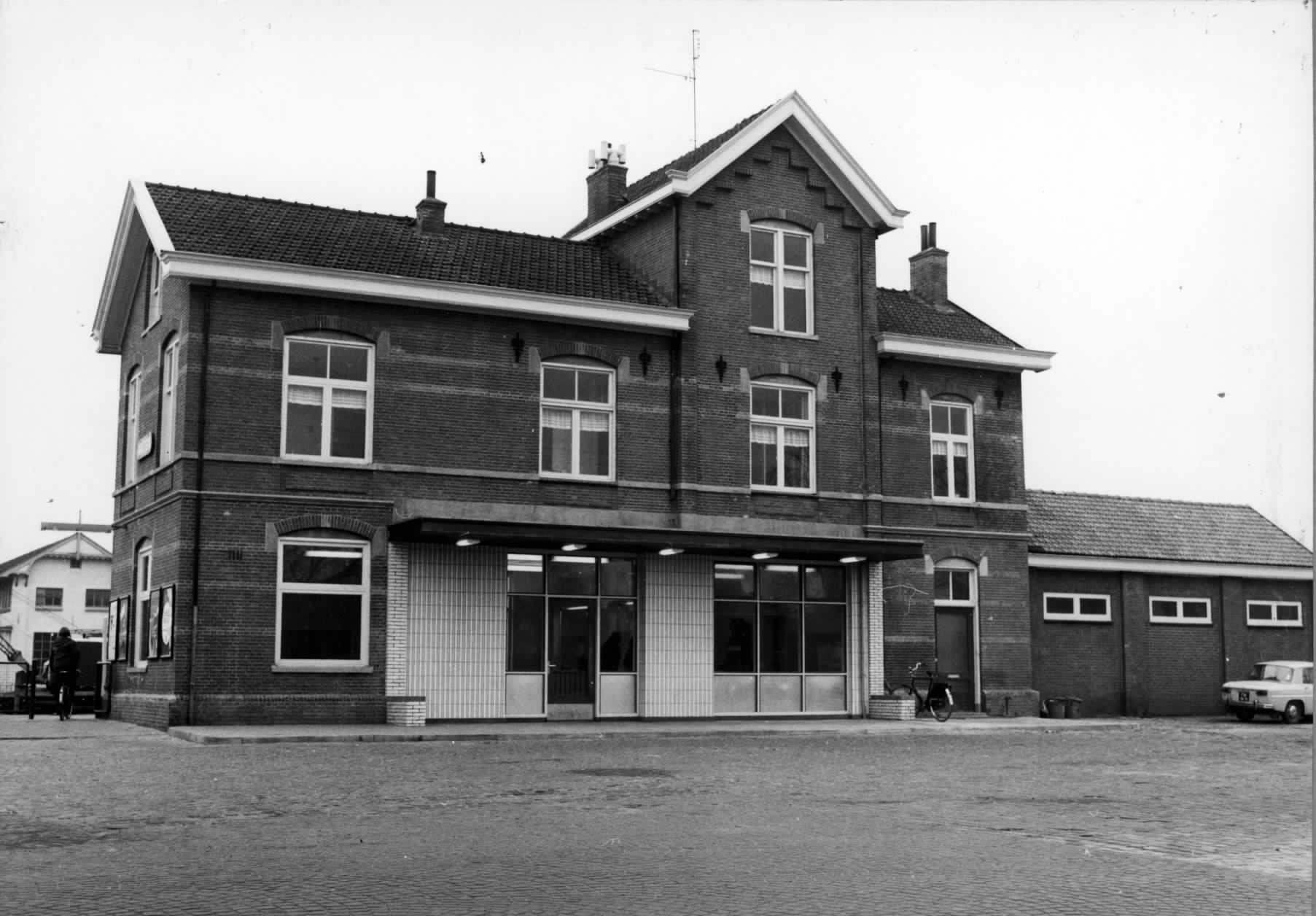
Het station in 1966
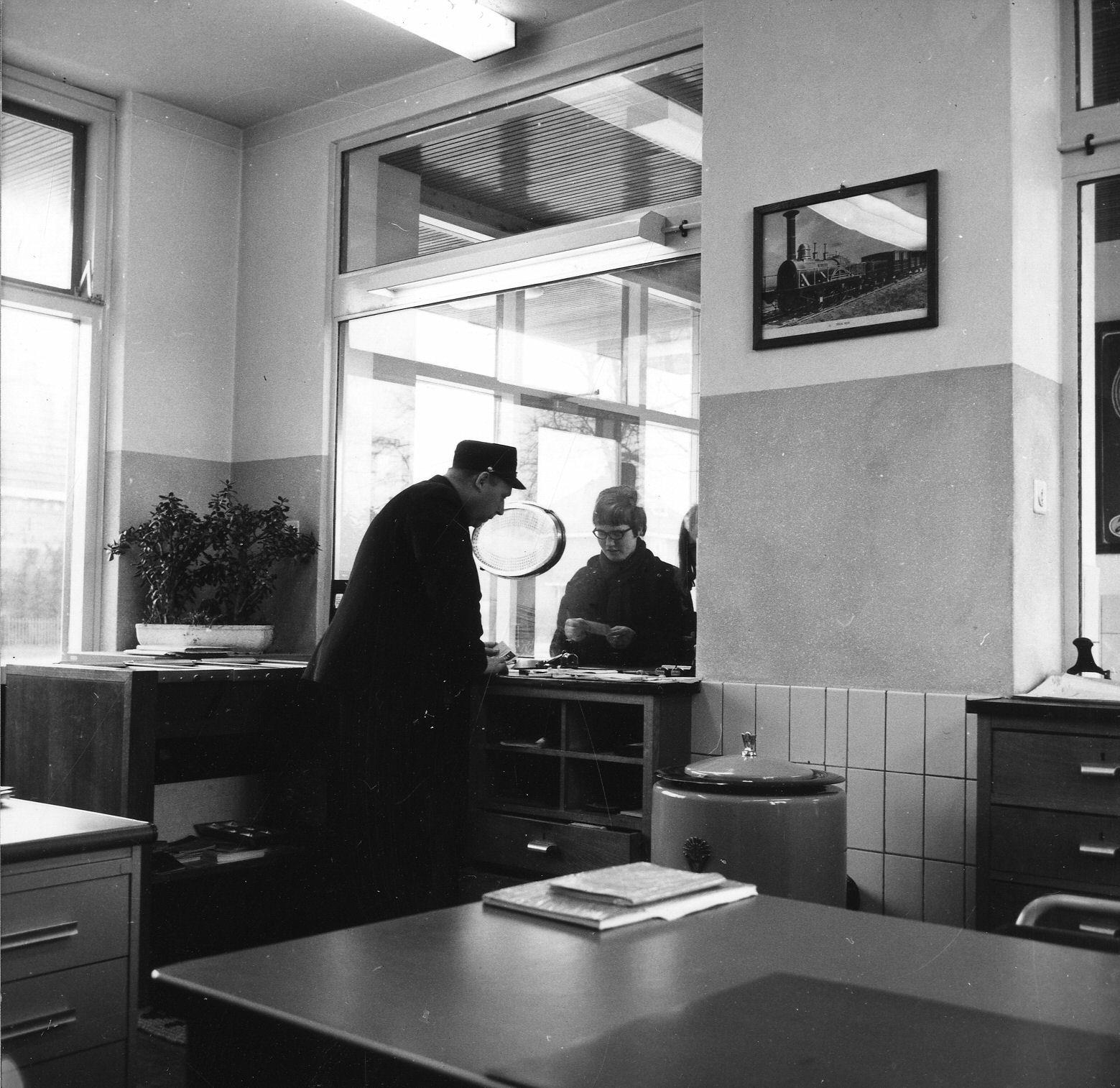
Loket in 1966
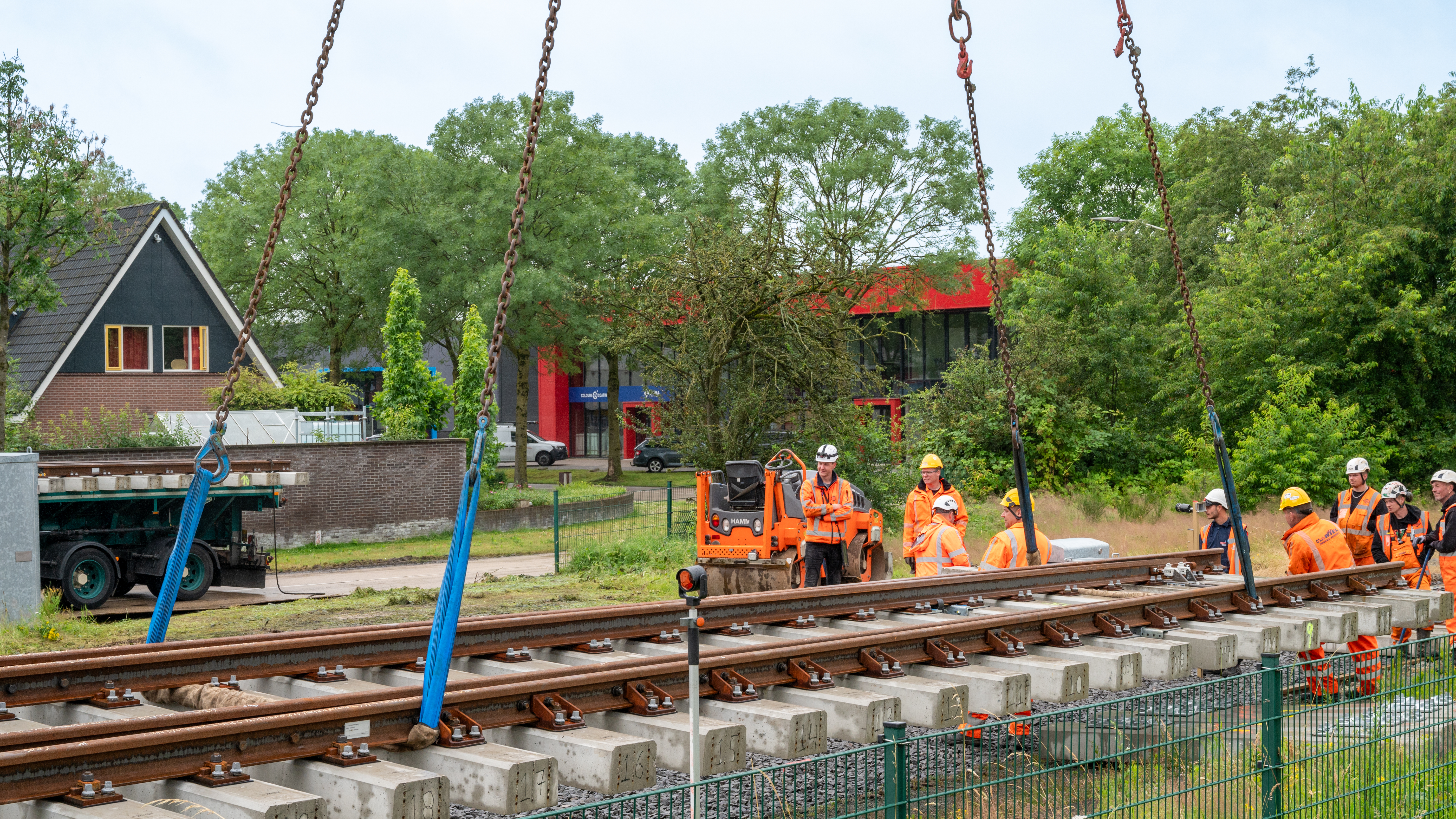
Spoorwerkzaamheden nabij het station
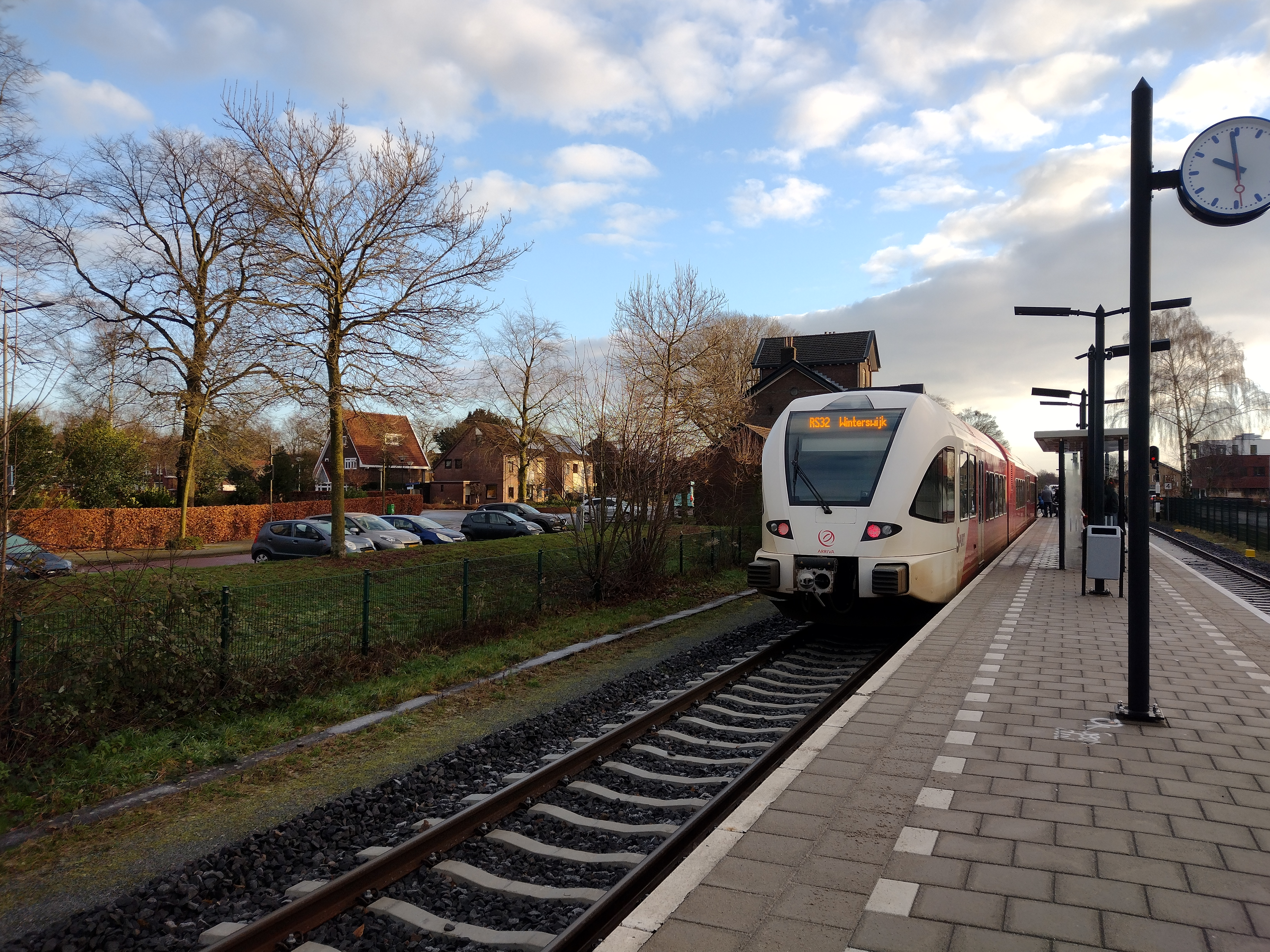
Arriva GTW op het station

Winterswijk GOLS ·
0,0: Winterswijk ·
6,5: Miste ·
8,6: Bredevoort ·
11,9: Aalten ·
16,3: Lintelo ·
20,4: Varsseveld ·
26,7: Silvolde ·
27,3: Terborg ·
28,7: Gaanderen ·
30,2: Gaanderen-Oosselt ·
Doetinchem Stadion ·
33,6: Doetinchem ·
34,3: Doetinchem West ·
36,1: Doetinchem De Huet ·
39,2: Wehl ·
41,0: Stillewald ·
45,4: Didam ·
49,0: Zevenaar GOLS ·
49,6: Zevenaar
Huidige stations:
Aalten ·
Apeldoorn · 
-De Maten · 
-Osseveld ·
Arnhem:
-Centraal · 
-Presikhaaf · 
-Velperpoort · 
-Zuid ·
Barneveld:
-Centrum · 
-Noord ·
-Zuid ·
Beesd ·
Brummen ·
Culemborg ·
Didam ·
Dieren ·
Doetinchem · 
-De Huet · 
Duiven ·
Ede:
-Centrum ·
-Wageningen ·
Elst ·
Ermelo ·
Gaanderen · 
Geldermalsen ·
't Harde ·
Harderwijk ·
Hemmen-Dodewaard ·
Kesteren ·
Klarenbeek ·
Lichtenvoorde-Groenlo ·
Lochem ·
Lunteren ·
Nijkerk ·
Nijmegen · 
-Dukenburg · 
-Goffert · 
-Heyendaal · 
-Lent ·
Nunspeet · 
Oosterbeek ·
Opheusden ·
Putten ·
Rheden ·
Ruurlo ·
Terborg ·
Tiel · 
-Passewaaij ·
Twello · 
Varsseveld · 
Veenendaal-De Klomp · 
Velp · 
Voorst-Empe · 
Vorden · 
Wehl ·
Westervoort · 
Wezep · 
Wijchen ·
Winterswijk · 
-West · 
Wolfheze · 
Zaltbommel · 
Zetten-Andelst · 
Zevenaar · 
Zutphen
Voormalige stations: lijst van voormalige spoorwegstations in Gelderland